# هاروکا شیمادا
هاروکا شیمادا (انگلیسی: Haruka Shimada؛ زادهٔ ۱۶ دسامبر ۱۹۹۲) بازیگر اهل ژاپن است.